# Trung học Bartłomiej Nowodworski
Trường trung học Bartłomiej Nowodworski (I Liceum Ogólnokształcące im. Bartłomieja Nowodworskiego; tên không chính thức là: Nowodworek) ở Kraków, Ba Lan là một trong những trường trung học lâu đời nhất ở Ba Lan. Vị trí hiện tại của nó là tại Ul. Na Groblach, ngay bên kia công viên Planty từ Phố cổ Kraków và cách Lâu đài Wawel vài trăm mét.

## Lịch sử
Ban lãnh đạo của Đại học Jagiellonia đã quyết định thành lập một trường dự bị cho học viên (chỉ dành cho nam) để học lên cấp đại học vào ngày 5 tháng 5 năm 1586. Trường được mở vào năm 1588. Bartłomiej (Bartholomew) Nowodworski (sinh năm 1552, mất ngày 13 tháng 2 năm 1625), quý tộc Ba Lan, triều thần và sĩ quan, đã cấp vốn cho trường vào năm 1617 và 1619, do đó cho phép trường mở rộng hơn nữa. Để ghi nhận sự đóng góp của ông, trường được biết đến với tên Collegium Nowodworskiego, được đổi tên thành Liceum w. Anny (St. Ann's Lyceum) năm 1818 và thành ck Gimnazjum św. Anny (Phòng tập thể dục của Hoàng gia và Hoàng gia St Ann) vào năm 1850. Năm 1898, trường trước đó còn nằm trong khu vực trường đại học, được chuyển đến tòa nhà hiện tại ở quảng trường Groblach (kiến trúc sư Józef Sare).
Các nữ sinh được nhận vào trường lần đầu tiên vào năm 1962.

## Cựu sinh viên nổi tiếng
- Jan III Sobieski - Quốc vương Ba Lan, người bảo vệ nổi tiếng của châu Âu trong trận Viên (chống lại đế chế Ottoman) năm 1683
- Stanisław Trembecki - nhà thơ của Khai sáng Ba Lan
- Jan Śniadecki - nhà khoa học của Khai sáng Ba Lan
- Jędrzej niadecki - nhà hóa học, bác sĩ, nhà sinh học, nhà triết học
- Wojciech Bogusławski - "Cha đẻ của nhà hát Ba Lan"; giám đốc nhà hát quốc gia
- Józef Bem - Chiến binh chiến đấu độc lập, tướng quân đội Ba Lan và Hungary
- Joseph Conrad - nhà văn; tác giả của những cuốn tiểu thuyết nổi tiếng, như Heart of Darkness và The Secret Agent
- Stefan Banach - nhà toán học (người tạo ra phân tích chức năng)
- Józef Kenig - nhà báo, nhà báo, biên tập viên của Gazeta Warszawska
- Władysław Ludwik Anczyc - nhà thơ, nhà viết kịch
- Jan Matejko - họa sĩ; nổi tiếng với những bức tranh về các sự kiện chính trị và quân sự lịch sử đáng chú ý của Ba Lan cũng như một phòng trưng bày các vị vua Ba Lan
- Józef Mehoffer - họa sĩ và họa sĩ trang trí
- Stanisław Wyspiański - nhà viết kịch, họa sĩ và nhà thơ
- Michał Bałucki - nhà viết kịch và nhà thơ
- Kazimierz Przerwa-Tetmajer - nhà thơ, tiểu thuyết gia
- Lucjan Rydel - nhà thơ
- Tadeusz Boy-Żeleński - nhà phê bình, nhà báo, nhà châm biếm, dịch giả
- Ignacy Daszyński - chính trị gia, nhà báo và thủ tướng của chính phủ Ba Lan năm 1918
- Leon Schiller - đạo diễn sân khấu và điện ảnh
- Kazimierz Nitsch - nhà sử học và ngôn ngữ học, giáo sư của Đại học Jagiellonia và Đại học Lviv
- Juliusz Osterwa - diễn viên và đạo diễn sân khấu
- Gustaw Holoubek - diễn viên và đạo diễn, thành viên của Quốc hội Ba Lan và Thượng viện.
- Walery Goetel - nhà địa chất học và nhà nghiên cứu cổ sinh học; nhà nghiên cứu cấu trúc địa chất của dãy núi Tatra
- Sławomir Mrożek - nhà viết kịch và nhà văn
- Antoni Kępiński - bác sĩ tâm thần; tác giả của lý thuyết về sự trao đổi chất thông tin và axiological tâm thần
- Michał Rola-Żymierski Marshall
- Roman Młodkowski - nhà báo và đồng sáng lập của đài truyền hình tin tức Ba Lan TVN24
- Wawrzyniec Styczeń - nhà hoạt động xã hội, luật sư và chủ tịch của chi nhánh Kraków của Sokół
- Jerzy Vetulani - dược sĩ và nhà hóa sinh
- Andrzej Trybulec - nhà toán học, người sáng lập hệ thống chính thức hóa MIZAR
- Agata Kornhauser-Duda - Đệ nhất phu nhân Ba Lan